# Ясенний бугорок

Ясенний бугорок знаходиться між 4 та 5.

Ясенний бугорок, ясенний гребінь або альвеолярний гребінь — один із двох гребенів щелепи, які є продовженнями верхньощелепної та нижньощелепної кісток, знаходяться на даху ротової порожнини між верхніми зубами і твердим піднебінням та внизу за нижніми зубами.
Більша частина даху рота  — це тверде піднебіння і м'яке піднебіння. Альвеолярні гребені містять заглиблення (альвеоли) зубів. Їх можна відчути язиком в області прямо над верхніми зубами або нижче нижніх зубів. Їх поверхня покрита маленькими випуклостями.
Приголосні, які артикулюються кінчиком або передньою спинкою (лопаткою) язика, які досягають альвеолярного гребеня, називаються альвеолярними приголосними.